# 綾宏
綾 宏（あや ひろし、1953年（昭和28年）4月7日 - ）は、日本の政治家。香川県坂出市長（3期）。元坂出市議会議員（6期）。

## 来歴
香川県坂出市出身。1977年（昭和52年）3月、学習院大学経済学部卒業。
1987年（昭和62年）5月2日、坂出市議会議員に就任。計6回当選。その間、議長を2回、副議長を1回務めた。
2009年（平成21年）5月17日に行われた坂出市長選挙に出馬。現職の松浦稔明を破り初当選。投票率は63.06%だった。6月4日、市長就任。2013年（平成25年）、無投票で再選。2017年（平成29年）、無投票で3選。
2021年（令和3年）の市長選挙で元香川県議会議員の有福哲二に敗れ落選。
2023年、旭日中綬章受章。